# 옴의 법칙

옴의 법칙에서 V,I 그리고 R.

옴의 법칙(Ohm's law)은 도체의 두 지점사이에 나타나는 전위차(전압)에 의해 흐르는 전류가 일정한 법칙에 따르는 것을 말한다. 두 지점 사이의 도체에 일정한 전위차가 존재할 때, 도체의 저항(resistance)의 크기와 전류의 크기는 반비례한다. {\displaystyle I}는 도선에 흐르는 전류로 단위는 암페어(A,ampere), {\displaystyle V}는 도체에 양단에 걸리는 전위차로 단위는 볼트(V,volt), 그리고 {\displaystyle R}는 도체의 전기저항(resistance)으로 단위는 옴(Ω, ohm)이다. 특히, 옴의 법칙에서 저항 R는 상수이고, 전류와 독립적이다.
회로망에서 저항은 두 노드(node) 사이에 존재한다. 옴의 법칙은 다른 회로 법칙과 함께 회로 해석에 중요한 요소이다. 저항은 물리적으로 특정 형태를 갖는 일정한 길이의 물체로 존재하므로, 전체 전위차가 저항체의 길이 전체에 나누어 분포한다. 그러나 회로망 해석에서는 두 노드 사이에 존재하는 한 점으로 모델링하여 전체 저항값(상수값)을 저항의 대표값으로 취급하여 해석한다.
옴의 법칙은 전자기학의 법칙 중 하나이다. 이름은 독일의 과학자 게오르크 옴의 이름을 딴 것이다. 그러나 후에 저항이 없는 물질이 발견됨에 따라 옴의 법칙

## 옴의 법칙의 원형
옴의 법칙은 미시적으로 다음과 같다.
{\displaystyle \mathbf {J} =\sigma \mathbf {E} }.
J는 전류 밀도이며, σ 는 전기전도율 (비등방성 물질에서 텐서일 수도 있음)이고, E는 전기장이다.
이 방정식은 오직 전도체의 기준계에서만 유효하다. 만약 물체가 자기장 B에 대해 v의 속력으로 움직인다면 이 방정식은 다음과 같이 바뀐다.
{\displaystyle \mathbf {J} =\sigma \cdot \left(\mathbf {E} +\mathbf {v} \times \mathbf {B} \right)}
이 식은 로런츠 힘과 관계를 가지는데, 이로써 옴의 법칙을 로런츠 힘과 (전하 운반체의 속력에 비례하는) 항력이 있다는 가정 아래 유도할 수 있다.
옴의 법칙의 미시적인 형태에서 "전기장과 도선의 전압, 도선의 길이간에 상관관계"를 통해 다음과 같은 옴의 법칙의 거시적인 형태를 얻을 수 있다.
{\displaystyle I={\frac {V}{R}}}
여기서 {\displaystyle I}는 전류 밀도를 적분한 전류이고, {\displaystyle R}은 비저항 {\displaystyle \sigma ^{-1}}을 적분하여 얻은 저항이고, {\displaystyle V}는 전기장을 적분하여 얻은 전압이다.

## 같이 보기
- 노턴의 정리
- 전력
- 시트 저항
- 테브난의 정리